# Empire (revista)
Empire és una revista sobre cinema que publica mensualment la companyia Bauer Consumer Media, pertanyent al Bauer Media Group, situat a Hamburg. Des del seu primer número, el juliol del 1989, la revista va ser editada per Barry McIlheney i publicada per Emap. Bauer va comprar Emap Consumer Media a principis del 2008. Es tracta de la revista sobre cinema més venuda al Regne Unit, a més de publicar-se també als Estats Units, Austràlia, Turquia, Rússia, Itàlia i Portugal.
Empire organitza anualment els premis Empire, els quals són finançats per Sony Ericsson, i des del 2009 per Jameson. Els premis els voten els propis lectors de la revista.

## Editors
La revista Empire ha tingut 8 editors:
1. Barry Mclheney (números 1 - 44)
2. Phil Thomas (números 45 - 72)
3. Andrew Collins (números 73 - 75)
4. Mark Salisbury (números 76- 88)
5. Ian Nathan (números 89 - 126)
6. Emma Cochrane (números 127 - 161)
7. Colin Kennedy (números 162 - 209)
8. Mark Dinning (números 210 - present)